# مارفين ميلر
مارفين جوليان ميلر (Marvin Julian Miller) (ولد في 14 أبريل، 1914، فيبرونكس، نيويورك) هو المدير التنفيذي الأسبق لالرابطة العامة للاعبي البيسبول (Major League Baseball Players Association) (MLBPA) منذ 1996 إلي عام 1982. تحول اتحاد اللاعبين بقيادة ميلر إلى واحد من أقوى اتحاد في الولايات المتحدة. وقد عبر ريد باربر (Red Barber)عن ذلك في عام 1992 قائلاً، «إن مارفين ميلر، بالإضافة إلى بيب روث، وجاكي روبينسون هو أحد أهم رجلين أو ثلاثة رجال في تاريخ البيسبول»

## الحياة العملية
عمل ميلر كخبيراقتصادي، حيث بدأ حياته المهنية في مجلس العلاقات العمالية الوطنية (National War Labor Relations Board)، ثم انتقل للعمل في اتحاد عمال الماكينة (International Association of Machinists)، واتحاد عاملي السيارات (United Auto Workers). وأخيرًا، استطاع ميلر أن يمهد طريقه في اتحاد عمال الصلب (United Steelworkers)، حتى أصبح أهم خبير اقتصادي ومفاوض. وفي ربيع عام 1996، زار ميلر معسكرات التدريب التي تقام في الربيع، في محاولة منه للحصول على التأييد، حتى يتم اختياره ليكون المدير التنفيذي للرابطة العامة للاعبي البيسبول. ثم تقدم ميلر للانتخابات بعد تقدم ساندي كوفاكس (Sandy Koufax)، ودون درايسديل (Don Drysdale) وتم اختيار ميلر ليكون رئيس الرابطة العامة للاعبي كرة البيسبول.
دخل ميلر في مفاوضات كثيرة مع أصحاب الفرق بخصوص أول اتفاق جماعي في الرابطة العامة للاعبي البيسبول في عام 1996. استطاعت هذه الاتفاقية أن ترفع الحد الأدنى للمرتبات من 6000 دولار إلي 10000 دولار، وكانت هذه هي الزيادة الأولى خلال 20 عامًا. وفي عام 1970، تمكن ميلر من أن يجعل الاتفاق الجماعي يتضمن بند التحكيم. والمقصود من التحكيم هو أن تقدم النزاعات إلى طرف مستقل ليفصل فيها. في السابق، كانت النزاعات تقدم إلى مفوض - يقوم بتعيينه أصحاب الفرق - والذي يحكم غالبًا لصالح أصحاب الفرق. اعتبر ميلر أن التحكيم هو أعظم إنجاز في السنوات الأولى لاتحاد البيسبول.
في عام 1974، استطاع ميلر أن يستخدم التحكيم ليحل أحد النزاعات، عندما عجز صاحب فريق أوكلاند، تشارلي فينلي (Charlie Finley)، عن دفع المبلغ السنوي الذي يتطلبه عقد كاتفيش هانتر (Catfish Hunter). جاء الحُكم بأن فينلي أخل ببنود العقد، وأن هانتر له الحرية في التفاوض مع أي فريق آخر جديد، وبذلك أصبح كاتفيش هانتر عميلا حرا. عندما وقع هانتر عقدًا لمدة 5 سنوات مع فريق يانكيز، مقابل 3.5 ملايين دولار، رأى اللاعبون ارتفاع المبالغ المالية التي تدفع لهم، عندما يكون لهم الحرية في التفاوض مع أي فريق أخر.
وكان شرط الاحتياطي في البيسبول يجبر لاعبي أي فريق على البقاء عامُا كاملاً بعد انتهاء العقد القائم بين اللاعب والفريق، وبالطبع يؤثر ذلك في قدرة اللاعب على اختيار مساره. في 1997، شجع ميلر كلاً من أندي ماسترسميث (Andy Messersmith)، وديف ماكنالي (Dave McNally) على الاستمرار حتى نهاية العام التالي، بدون توقيع أية عقود. بعد انتهاء هذا العام، قدم اللاعبان تظلمًا لهيئة التحكيم. أكد قرار سيتز (Seitz decision) التالي أن اللاعبين قد أتما كل شروط عقديهما، وأنهما غير مرتبطين بأي التزامات قانونية أخرى للنوادي الخاصة بهما. حطم ذلك القرار شرط الاحتياطي، ومهد الطريق للوكالة الحرة.
وبسبب خبرته في مجال الاقتصاد، علم ميلر أن وجود الكثير من اللاعبين بنظام الوكالة الحرة سيتسبب في خفض مرتبات اللاعبين. ولذلك، وافق ميلر على أن يتم تقنين الوكالة الحرة بحيث يُسمح بها فقط لللاعبين الذين يمتلكون أكثر من ست سنوات من الخبرة، وكان ميلر يوقن أن تحديد أعداد اللاعبين سيؤدي إلى زيادة مرتباتهم؛ ذلك لأنه لن يُطرح أمام أصحاب الفرق سنويًا إلا عدد محدد من اللاعبين بنظام الوكالة الحرة.
ت
قاد ميلر الاتحاد خلال ثلاثة إضراب، الأول في 1972، والذي استمر لمدة 13 يومًا، والثاني في عام 1980 خلال فترة التدريب الصيفي، وتكرر ذلك أيضًا في 1981، والذي استمر لمدة 50 يومًا، وأخيرًا إغلاق الرابطة مرتين، في 1973 في فترة التدريب الصيفي أيضًا، و1976 خلال تدريبات الربيع. ارتفع متوسط دخل اللاعبين من 19000 دولار إلي 241000 دولار في العام، في الفترة التي كان فيها ميلر مديرًا للرابطة العامة لاتحاد لاعبي البيسبول (1966-1982).

## قاعة المشاهير
لم يتم اختبار ميلر في ساحة مشاهير البيسبول في كلٍ من 2003 و2007، على الرغم أنه حصل على تأييد 67% من أصوات المرشحين  (يتم الاختيار بعد تأييد 75% من المرشحين)
تم فحص الأصوات في 2003، و2007 من خلال لجنة مكونة من مشاهير الساحة الذين لا يزالون على قيد الحياة، والذين كانوا لاعبين في المقام الأول. بعد أن فشلت اللجنة في الاتفاق على أي مرشح، بما في ذلك ميلر، تم خفض الكتلة التصويتية إلى 12 عضوًا فقط، عشرة منهم ليسوا لاعبين. يصف كاتب موقع CNNMoney كريس أسيدور (Chris Isidore) تأثير ذلك على ترشيح ميلر قائلاً،«: تخيل عداءً يحتل المركز الثالث في سباق، ويستعد للخروج من المنافسة، ثم يحدث تغيير في القواعد في الدقيقة الأخيرة، وينتقل هذا العداء إلى المركز الأول. وهذا هو ما حدث مع ميلر في فرصته في الانضمام لقاعة المشاهير.»
تقدم ميلر للانتخابات مرة أخرى في 2007، وكانت طريقة التصويت هذه المرة جديدة،  ولكن حصل ميلر علي ثلاثة أصوات فقط من تسعة أصوات ضرورية للفوز.
قال جيم بوتون (Jim Bouton)، مشيرًا إلى لجنة التصويت المكونة من 12 شخصًا، " كيف صوَت هؤلاء الأشخاص، ولماذا بقيت أصواتهم سرية؟ ولماذا لا يوجد لاعبين أكثر في اللجنة؟ فكل من هانك ايرون (Hank Aaron)، وجيم بانينج (Jim Bunning)، وبوب جيبسون (Bob Gibson)، وفيرجي جينكينز (Fergie Jenkins) موجودون في اللجنة لمراجعة قرارات المديرين والحكام. أساسًا، إن قرار وضع قائد اتحاد في قاعة المشاهير قد تم عرضه على مجموعة من المديرين التنفيذيين السابقين والحاليين. لقد استطاع مارفين ميلر أن يقطع أمال هؤلاء، وينتزع منهم السلطة في الاتحاد. فهل تعتقدون حقًا أن هؤلاء الأشخاص سيقومون بالتصويت لصالحه؟ هذه مزحة... أنا أحمِّل اللوم للاعبين. فهذه قاعة المشاهير الخاصة بهم، وكراتهم ومضاربهم هي التي جعلت هذه القاعة على ما هي عليه الآن. أين الرأي العام من جو مورجان (Joe Morgan) أو راجي جاكسون (Reggie Jackson)، الذي كان مندوب لاعب؟ لماذا لا يرى هؤلاء بعض من رفقائهم في هذه اللجان؟ هذا هو أقل ما يمكن أن يقدموه لمارفين ميلر. هل تعتقدون أن هؤلاء اللاعبين قد أصبحوا مليونيرات بفضل " كرم " أصحاب الفرق؟
كانت لجنة الناخبين التي رفضت ميلر في 2007 مكونة من؛ اللاعبين السابقين مونت إرفين (Monte Irvin)، وهارمون كيليبرو (Harmon Killebrew)، ولاعب اليانكي السابق، ورئيس الرابطة الأمريكية للبيسبول السابق بوبي براون (Bobby Brown)، والمدير السابق لفريق بوسطن ريد سوكس جون هارينجتون (John Harrington)، والمديرين الحاليين جيري بيل (توينز Twins)، وبيل ديويت (Bill DeWitt) (كاردينالز)، وبيل جايلز (Bill Giles) (فيليس)، وديفيد جلاس (رويالز Royals)، وآندي ماكفيل (Andy MacPhail) (أوريولز)، بالإضافة إلى الإعلاميين؛ بول هيجن Paul Hagen (Philadelphia Daily News)، وريك هامل Rick Hummel (St. Louis Post-Dispatch)، وهال ماكوي St. Louis Post-Dispatch ((Dayton Daily News)).
صرَّح مفوض البيسبول بوج سيليج لصحيفة أسوشيتيد برس في 2007 قائلاً، «إن معايير اختيار غير اللاعبين في قاعة المشاهير تكون على حسب الأثر الذي تركوه في الرياضة. وعلى هذا الأساس، يجب أن يكون مارفين ميلر في قاعة المشاهير. قد يختلف معي الكثير من السابقين، ولكن إذا كنتم فعلاً تبحثون عمن تركوا أثرًا علي اللعبة، فيجب عليكم أن تتفقوا معي في ذلك.» في 2000، أيد هانك ايرون اختيار ميلر قائلاً، «يجب أن يكون مارفين ميلر في قاعة المشاهير، حتى لو اضطر اللاعبون أن يكسروا الأبواب لإدخاله». وأيضًا أيد توم سيفر (Tom Seaver)ذلك قائلاً، «إن استبعاد مارفين ميلر من قاعة المشاهير لهو عار على الوطن.» وقال جو مورجان، «يجب عليهم أن يصوتوا له، ثم يعتذروا له لأنهم تركوه ينتظر وقتًا طويلاً جدًا.» وقد علّق المذيع بوب كوستاس على الموضوع نفسه قائلاً، «لا أحد يستحق أن يكون في قاعة المشاهير من غير اللاعبين أكثر من مارفين ميلر.»
في 14 أبريل، 2010، عيد ميلاد ميلر الثالث والتسعون، أطلق مجموعة من أعضاء الرابطة العامة للبيسبول السابقين موقعًا على الويب يسمى "ThanksMarvin.com". يحتوي هذا الموقع على رسائل شكر وتقدير من لاعبين متقاعدين، كما أنه يدافع عن حق ميلر في دخول قاعة المشاهير.
“يقول ميلر، «قد يكون ال[تكريم] والتقدير شيئًا جميلاً، ولكن عندما تكون في مثل عمري، 89 وأقترب من ال90، تكون الأسئلة عن الموت عندك ذات أهمية أعظم من الأسئلة عن الخلود الموعود.» عندما سُئل ميلر عن توقعاته لنتائج 2007 قبل إعلانها، أجاب ميلر قائلاً، «دعوني أوضح لكم شيئًا. في التصويت السابق، كان عدد أعضاء الإدارة في المصوتين محكومًا بنسبة معينة. أما في اللجنة الجديدة، فإن أعضاء الإدارة هم الأغلبية العظمى. ولذلك، بعيدًا عن المعجزات، لا يوجد أي سبب يجعلني أصدق أن التصويت قد يستطيع أن يفعل شيئًا، بل سيجعل الوضع أسوأ من المرة الماضية.» وفي مناسبة أخرى قال ميلر، «لم أحضِّر يومًا أي خطاب قبول.»
في 11 يوليو، 2008، صورت جريدة بوسطن غلوب (Boston Globe) ميلر كأنه يتعرض للازدراء في لجنة الخبراء الخاصة بقاعة المشاهير، وصورته وكأنه غير مهتم بفرص تكريمه. : ونشرت الصحيفة في المقال هذه المقولة لميلر
" أشعر بأنني ليس لدي رغبة في أن أفكر مرة أخرى في لجنة التصويت الخاصة بقاعة المشاهير الفاسدة، والتي يتم اختيار أعضائها بطرق ملتوية للوصول إلى نتيجة معينة تحت غطاء التصويت الديمقراطي. إن ذلك يعتبر إهانة لمشجعي البيسبول، والمؤرخين، والكتاب الرياضيين، وطبعًا للاعبي البيسبول الذين قدَّموا الكثير من التضحيات حتى تصل اللعبة إلى القرن الحادي والعشرين. أستطيع أن أفعل ذلك الآن، وأنا بعمر ال91.
طرأت الكثير من التغييرات على عملية التصويت في لجنة التصويت عام 2010، ولكن تم العمل بهذه التغييرات في العام التالي في لجنة اقتراع قاعة مشاهير البيسبول لعام 2011. تم اختيار اسم ميلر ليكون من ضمن 12 شخصية أخرى أطلقت عليهم قاعة المشاهير اسم «فترة التوسع» (1973-الآن)، لتكون في الاعتبار في المستقبل. إن التشكيل الجديد للجنة الاقتراع، والتي تتكون من 16 شخصًا، مختلف تمامًا عن 2007، حيث تتكون اللجنة من ثمانية أعضاء في قاعة المشاهير (سبعة لاعبين ومدير)، وأربع شخصيات إعلامية، وأربعة مديرين تنفيذيين.

## الجوائز والأوسمة
في عام 1997، قدمت الرابطة العامة للاعبي البيسبول جائزة مارفين ميلر لشخصية العام، لتكون واحدة من «جوائز اختيار اللاعبين» التي تقدمها سنويًا.
في 1 أبريل، 2000، تم تكريم ميلر من قاعة المشاهير الرياضية اليهودية الوطنية